# استنلی ساویج
استنلی ساویج (انگلیسی: Stanley Savige; ۲۶ ژوئن ۱۸۹۰ – ۱۵ مهٔ ۱۹۵۴) فرد نظامی اهل استرالیا بود. وی همچنین برندهٔ جوایزی همچون نشان امپراتوری بریتانیا و نشان حمام شده‌است.